# امیوزمنت ویژن
امیوزمنت ویژن (به انگلیسی: Amusement Vision) نام یک استودیوی بازیسازی ژاپنی است که تحت مالکیت شرکت سگا قرار دارد. این شرکت عمده شهرت خود را مدیون ساخت مجموعه بازی های یاکوزا است.